# Scrcpy
Scrcpy est une application de duplication d'écran gratuite et libre qui permet de contrôler un appareil Android à partir d'un ordinateur de bureau Windows, macOS ou Linux. Le logiciel est actuellement développé par Genymobile, qui a également développé Genymotion, un émulateur Android.
La communication entre l'appareil Android et l'ordinateur s'effectue principalement via une connexion USB par ADB. Le logiciel fonctionne en exécutant un serveur sur l'appareil Android, puis en communiquant avec le serveur via un tunnel ADB. Il ne nécessite pas de débridage (root) ni d'installation de logiciel sur l'appareil Android. Le contenu de l'écran est diffusé sous forme de vidéo H.264, que le logiciel décode ensuite et affiche sur l'ordinateur. Le logiciel transmet la plupart des entrées clavier et souris à l'appareil Android via le serveur.
La configuration implique l'activation du débogage USB sur l'appareil Android, la connexion de l'appareil à l'ordinateur et l'exécution de scrcpy sur l'ordinateur. De nombreux paramètres additionnels tels que la modification du débit binaire ou l'enregistrement d'écran sont disponibles par ligne de commande. Le logiciel prend également en charge une connexion sans fil via Wi-Fi.
Quelques fonctionnalités ont été ajoutées à scrcpy dans sa version 1.9 en 2019, notamment la possibilité d'éteindre l'écran lors de la mise en miroir et de copier le contenu du presse-papiers entre les deux appareils.
 